# Epidapus alnicola
Epidapus alnicola är en tvåvingeart som först beskrevs av Risto Kalevi Tuomikoski 1957.  Epidapus alnicola ingår i släktet Epidapus och familjen sorgmyggor.
Artens utbredningsområde är Finland. Arten är reproducerande i Sverige. Inga underarter finns listade i Catalogue of Life.